# Travaso (meccanica)

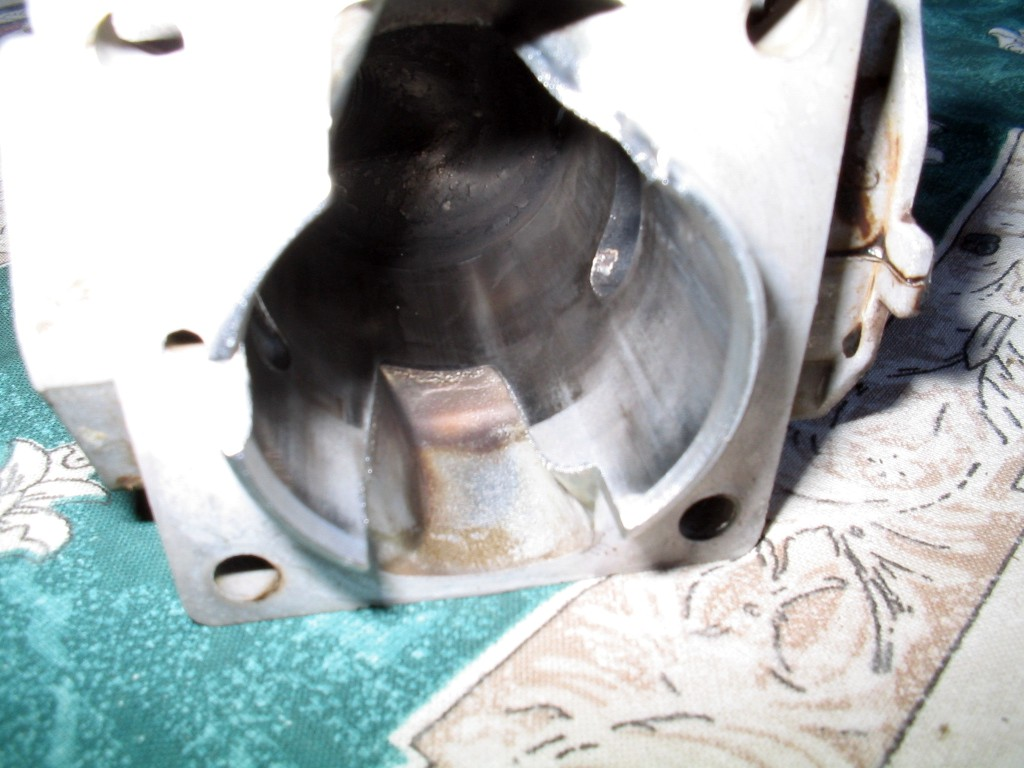
Travaso scavato sul cilindro

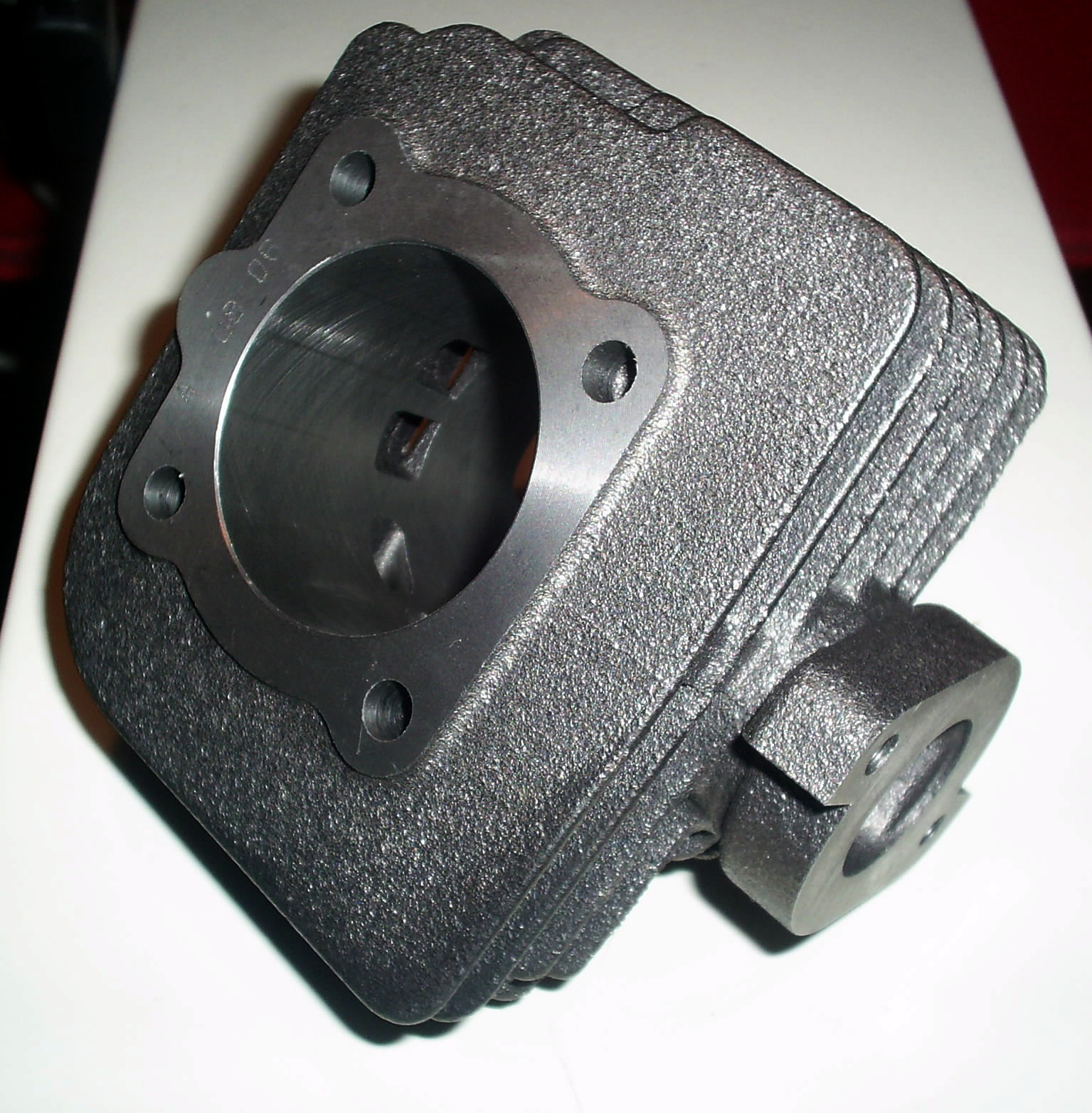
Travaso tunnellizzato nel cilindro

Il travaso è un condotto che unisce il carter pompa con la camera di combustione passando per il cilindro creando una luce, che è controllata dal pistone.

## Funzione del travaso
Nel motore a due tempi ha la funzione di inviare la miscela combustibile nel cilindro, dove la miscela passa dalla camera di manovella o per meglio dire carter pompa, nella quale è stata aspirata, per poi passare al cilindro mediante dei condotti detti appunto di travaso, tramite delle luci aperte e chiuse dalla posizione del pistone, quest'operazione aiuta a espellere i gas combusti, compiendo il cosiddetto lavaggio e prepara il motore ad un nuovo ciclo.
Il travaso ha una funzione molto delicata in quanto una componente fluida combustibile si trova a dover spingere dei gas ad elevatissima temperatura, nel caso di motori ad espansione sono i gas di scarico ad aiutare la miscela combustibile, quindi la miscelazione nel caso di motori sprovvisti d'espansione tra le due fasi deve essere minima e si devono studiare efficacemente le possibili perdite di miscela attraverso la luce di scarico.

### Solo per motori con valvola d'aspirazione lamellare
In questi motori oltre ai travasi laterali, da un minimo di uno per lato, si hanno uno o più travasi posti posteriormente (opposti alla luce di scarico), denominati Travasi coanda, utilizzati per la prima volta dalla Yamaha nel 1972, che sono stati introdotti per migliorare la funzionalità della valvola lamellare, dato che tali travasi tramite l'effetto della risonanza dell'impianto di scarico, dell'inerzia dei gas di scarico che transitano su questi travasi e depressioni esercitate dal pistone come inizia la sua risalita verso il PMS e ad altri canali presenti nel cilindro, velocizzano l'apertura della valvola, migliorando di molto il rendimento di riempimento del carter.
Questi travasi si chiamano coanda per il fatto che nel passaggio della miscela fresca questi sfruttano l'effetto Coandă.

## Costruzione
I travasi possono essere ricavati in vario modo:
- Tunnellizzato, questo tipo di travaso è caratterizzato da una tunnellizzazione del cilindro e presenta una luce inferiore e una superiore, la quale quest'ultima viene comandata dal pistone, questa soluzione richiede un impegno maggiore nella realizzazione e risulta il più costoso da produrre, ma permette di ridurre enormemente le turbolenze che portano a una riduzione del flusso, così come una miglior gestione della carica fresca.
- Scavato, questo tipo di travaso è caratterizzato da una scavatura o incanalazione del cilindro, dove una parete del travaso viene creata dal pistone, così come le luci del travaso, risulta estremamente semplice nella costruzione e richiede un minor impegno nella produzione.

## Caratteristiche del travaso
Il travaso essendo un condotto risulta avere determinate caratteristiche, la sezione del travaso, la lunghezza dello stesso e l'inclinazione della parte terminale che determina la direzione della miscela combustibile nel cilindro.
- Sezione del travaso: ovviamente più è grande la sezione del travaso e meno energia richiederà l'operazione di travaso, ma non si può andare oltre un determinato valore, perché altrimenti la fase di lavaggio o travaso sarà troppo grande e quindi si deve ricorrere a più travasi.
- Lunghezza del travaso: più un lavaggio è corto e meno energia si richiede al motore per effettuare il travaso, in questo caso la lunghezza è determinata non solo dal travaso, ma può esser modificata anche dal pistone, dato che un pistone con un mantello laterale ampio copre il travaso, rendendolo più lungo e con una sezione iniziale inferiore, quindi la lunghezza è principalmente definita dal pistone.
- Inclinazione e direzione della parte terminale: con questi parametri si determina il flusso della miscela combustibile nel cilindro ed è una cosa difficile da progettare, dato che bisogna essere esperti nelle varie leggi dei gas, questi fattori sono la direzione del flusso del travaso rispetto al centro del cilindro, quindi se diretto il centro del cilindro (maggior flusso di miscela fresca) o più distante dalla luce di scarico (minor dispersione di miscela fresca allo scarico) e l'inclinazione del flusso rispetto all'asse centrale del cilindro, quindi se diretto a 90° verso la parete del cilindro (maggior flusso di miscela fresca) o verso la testa del motore (lavaggio migliore e maggiore dispersione di miscela allo scarico).

## Accorgimenti
Nei motori a due tempi con carter pompa a flussi tangenziali, il travaso a seconda della sua posizione può avere come accorgimento:
- Direzione opposta alla luce di scarico, caratteristica dei travasi vicino alla luce di scarico, questa direzionalità può essere conferita o con tutta la parte terminale del travaso o con solo il profilo della parete del travaso più vicino alla luce di scarico.
- Discostamento del flusso degli altri travasi, caratteristica dei travasi laterali vicino a travasi coanda, questo discostamento può essere conferita o con tutta la parte terminale della luce o con solo il profilo più vicino a tale travaso, questo per ridurre il disturbo ai travasi coanda ed evitare il distaccamento del flusso dalla parete posteriore del cilindro.

## Forma terminale del travaso
Questa forma è stata variata nel corso degli anni, per cercare il miglior compromesso funzionale, arricchendola anche con vari condotti ausiliari o suddividendosi in più parti.

## Fattori che limitano la funzione dei travasi
Esistono molti fattori che possono limitare la corretta funzione di questi condotti, principalmente sono lo spessore della guarnizione alla base del cilindro e il pistone.
- Guarnizione alla base del cilindro: lo spessore della guarnizione alla base del cilindro, influisce sulle fasi dei vari travasi, montando una guarnizione più grande si avrà dei travasi con una fase di lavorazione più lunga, mentre con una guarnizione più piccola si avrà una fase più breve.
- Il pistone: Il pistone influisce sul travaso quando il mantello ai suoi lati è d'un'altezza tale da coprire il travasi, questo è negativo, perché riduce di molto il potere di travaso del travaso.
- Paraoli: I paraoli che vengono montati alle estremità dell'albero motore, servono per non avere perdita di miscela combustibile, se tali organi (paraoli) si invecchiano o rovinano, si ha una diminuzione della miscela combustibile e questo limita la quantità da travasare e generalmente si ha una modifica del rapporto aria-benzina, difficilmente o impossibile da correggere, questo porta a un cattivo lavoro del travaso e del motore.
- Bruschi cambiamenti di direzione: se il travaso è caratterizzato da un condotto poco lineare, con curve molto accentuate e non raccordate, la miscela aria benzina creerà delle turbolenze che riducono la velocità del flusso nel travaso.
- Bave di fusione: tali elementi costituiscono dei corpi che si propagano nel condotto o che vanno a formare uno spigolo vivo, il che porta al formarsi di turbolenze che limita la velocità del flusso
- Superficie del condotto: la superficie deve avere una determinata porosità, che deve essere adatta allo strato limite del fluido che scorre al suo interno, infatti se si ha una superficie troppo liscia o porosa si aumenta la resistenza di scorrimento del fluido.

## Fattori che migliorano la funzione dei travasi
I fattori che migliorano la funzione dei travasi non sono molte, si limitano all'espansione e al diagramma dei flussi:
- Espansione: questo scarico, inventato negli anni settanta, è diventato d'obbligo per i motori a 2 tempi, dato che ha la peculiarità di incentivare la fuoriuscita dei gas esausti, incrementando il potere di travaso, con la capacità di non far fuoriuscire la miscela combustibile;.
- Diagramma dei flussi: con la determinazione della direzione dei flussi (miscela combustibile e gas di scarico) e del loro inizio/fine, si può migliorare la loro efficienza;.
- Rapporto di compressione primario: è il rapporto di compressione che subisce la miscela aria/olio/benzina prima che si aprano le luci di travaso, questo rapporto di compressione più è elevato e più velocemente si muoverà la miscela dentro il travaso, generalmente il valore di compressione primaria è tra 1,5:1 e 2:1.

## Sistemi brevettati
I sistemi brevettati e particolari sono:
- CVF e CVFII, (Ciclo veloce dei fluidi[1] ): sono sistemi brevettati da Malossi, che consistono nell'avere i travasi provvisti di scorciatoie poste a metà del loro tratto, che permette di far confluire più velocemente la miscela posta al di sotto del cielo del pistone nel cilindro.